# Cyphopterum psammophilum
Cyphopterum psammophilum är en insektsart som beskrevs av Lindberg 1954. Cyphopterum psammophilum ingår i släktet Cyphopterum och familjen Flatidae. Inga underarter finns listade i Catalogue of Life.